# Какъв хубав ден
„Какъв хубав ден“ (на английски: It's Such a Beautiful Day) е американски експериментален анимационен филм от 2012 година на режисьора Дон Херцфелд по негов собствен сценарий.
Сюжетът е трагикомична интерпретация на живота на главния герой, борещ се с отслабваща памет и абсурдни халюцинации в резултат на тежко неврологично заболяване, може би мозъчен тумор.